# Ichneumon literator
Ichneumon literator là một loài tò vò trong họ Ichneumonidae.